# Manfredi di Trinacria

Blasone del Ducato di Atene

Manfredi di Trinacria, anche di Atene o di Aragona (Catania, 1306 – Trapani, 9 novembre 1317) fu Duca di Atene dal 1312 alla sua morte.

## Origini familiari[2][3][4][5]
Nacque a Catania. Era il figlio quartogenito (terzo maschio) di Federico III d'Aragona, re di Sicilia,
e di Eleonora d'Angiò.
Il padre Federico III d'Aragona era il terzogenito figlio maschio di Pietro III il Grande, re d'Aragona, di Valencia e conte di Barcellona e altre contee catalane, poi anche re di Sicilia, e di Costanza di Sicilia, figlia del re di Sicilia Manfredi e quindi pretendente al trono di Sicilia.
La madre, Eleonora d'Angiò, era figlia del re di Napoli, Carlo II d'Angiò e di Maria d'Ungheria.

## Biografia
Nel 1311, la Compagnia Catalana invitò suo padre, Federico III, a dichiararsi sovrano del ducato di Atene, avendo la Compagnia conquistato il territorio dopo avere sconfitto Gualtieri V di Brienne.
Secondo la Cronaca di Ramon Muntaner la Compagnia Catalana aveva nel contempo nominato suo comandante Manfredi (secondo maschio di Federico III, dopo la morte del fratello Ruggiero); Federico, giudicando il figlio ancora troppo giovane (era l'anno 1312), rifiutò, ma acconsentì che Manfredi fosse investito del ducato di Atene mentre un cavaliere catalano originario della contea di Empúries, Berengario Estañol, fu invece nominato governatore del ducato. Nel 1316, dato che Berengario era gravemente malato, un figlio illegittimo di Federico III, Alfonso Federico, che nel 1313 era già stato eletto comandante della Compagnia Catalana, fu nominato capitano-generale, quindi divenne reggente del ducato.
Manfredi non si recò mai nel proprio ducato. Morì ancor giovane, all'età di circa undici anni, il 9 novembre 1317, per una caduta da cavallo mentre si trovava a Trapani, dove fu inumato, presso la chiesa di San Domenico.
Le spoglie riposano in una urna di legno decorato, posta in alto sul lato destro della navata, prossima al presbiterio.
Dopo la morte di Manfredi il Ducato passò al fratello, Guglielmo, di circa cinque anni.

## Ascendenza
|                         |                 |                       | Genitori                           |  |  | Nonni |  |  | Bisnonni            |  |  | Trisnonni            |  |
|                         |                 |                       |                                    |  |  |       |  |  | Giacomo I d'Aragona |  |  | Pietro II di Aragona |  |
|                         |                 |                       |                                    |  |  |       |  |  | Giacomo I d'Aragona |  |  | Pietro II di Aragona |  |
|                         |                 | Maria di Montpellier  |                                    |  |  |       |  |  | Giacomo I d'Aragona |  |  |                      |  |
| Pietro III di Aragona   |                 |                       |                                    |  |  |       |  |  | Giacomo I d'Aragona |  |  |                      |  |
|                         |                 | Iolanda d'Ungheria    | Andrea II d'Ungheria               |  |  |       |  |  |                     |  |  |                      |  |
|                         |                 | Iolanda d'Ungheria    | Andrea II d'Ungheria               |  |  |       |  |  |                     |  |  |                      |  |
|                         |                 | Iolanda d'Ungheria    | Iolanda di Courtenay               |  |  |       |  |  |                     |  |  |                      |  |
| Federico III di Sicilia |                 | Iolanda d'Ungheria    |                                    |  |  |       |  |  |                     |  |  |                      |  |
|                         |                 | Manfredi di Sicilia   | Federico II di Svevia              |  |  |       |  |  |                     |  |  |                      |  |
|                         |                 | Manfredi di Sicilia   | Federico II di Svevia              |  |  |       |  |  |                     |  |  |                      |  |
|                         |                 | Manfredi di Sicilia   | Bianca Lancia                      |  |  |       |  |  |                     |  |  |                      |  |
| Costanza II di Sicilia  |                 | Manfredi di Sicilia   |                                    |  |  |       |  |  |                     |  |  |                      |  |
|                         |                 | Beatrice di Savoia    | Amedeo IV di Savoia                |  |  |       |  |  |                     |  |  |                      |  |
|                         |                 | Beatrice di Savoia    | Amedeo IV di Savoia                |  |  |       |  |  |                     |  |  |                      |  |
|                         |                 | Beatrice di Savoia    | Margherita di Borgogna             |  |  |       |  |  |                     |  |  |                      |  |
| Manfredi di Trinacria   |                 | Beatrice di Savoia    |                                    |  |  |       |  |  |                     |  |  |                      |  |
|                         | Carlo I d'Angiò | Luigi VIII di Francia |                                    |  |  |       |  |  |                     |  |  |                      |  |
|                         | Carlo I d'Angiò | Luigi VIII di Francia |                                    |  |  |       |  |  |                     |  |  |                      |  |
|                         | Carlo I d'Angiò | Bianca di Castiglia   |                                    |  |  |       |  |  |                     |  |  |                      |  |
| Carlo II di Napoli      | Carlo I d'Angiò |                       |                                    |  |  |       |  |  |                     |  |  |                      |  |
|                         |                 | Beatrice di Provenza  | Raimondo Berengario IV di Provenza |  |  |       |  |  |                     |  |  |                      |  |
|                         |                 | Beatrice di Provenza  | Raimondo Berengario IV di Provenza |  |  |       |  |  |                     |  |  |                      |  |
|                         |                 | Beatrice di Provenza  | Beatrice di Savoia                 |  |  |       |  |  |                     |  |  |                      |  |
| Eleonora d'Angiò        |                 | Beatrice di Provenza  |                                    |  |  |       |  |  |                     |  |  |                      |  |
|                         |                 | Stefano V d'Ungheria  | Béla IV d'Ungheria                 |  |  |       |  |  |                     |  |  |                      |  |
|                         |                 | Stefano V d'Ungheria  | Béla IV d'Ungheria                 |  |  |       |  |  |                     |  |  |                      |  |
|                         |                 | Stefano V d'Ungheria  | Maria Lascaris di Nicea            |  |  |       |  |  |                     |  |  |                      |  |
| Maria Arpad d'Ungheria  |                 | Stefano V d'Ungheria  |                                    |  |  |       |  |  |                     |  |  |                      |  |
|                         |                 | Elisabetta dei Cumani | …                                  |  |  |       |  |  |                     |  |  |                      |  |
|                         |                 | Elisabetta dei Cumani | …                                  |  |  |       |  |  |                     |  |  |                      |  |
|                         |                 | Elisabetta dei Cumani | …                                  |  |  |       |  |  |                     |  |  |                      |  |
|                         |                 | Elisabetta dei Cumani |                                    |  |  |       |  |  |                     |  |  |                      |  |